# Arif Erdem
Pour les articles homonymes, voir Erdem.
Arif Erdem, né le 2 janvier 1972 à Istanbul, est un footballeur puis entraîneur turc issu de parents albanais de Macédoine. Évoluant au poste d'attaquant, il effectue la majorité de sa carrière au Galatasaray SK. Il compte soixante-six sélections pour onze buts marqués avec la Turquie.
Il est depuis 2011 l'entraîneur de l'Istanbul BB après avoir occupé le poste d'adjoint pendant cinq ans.

## Biographie
À Galatasaray, où il fait souvent la paire en attaque avec Hakan Şükür, il inscrit 105 buts au total et remporte la Coupe UEFA en 2000. 
Il dispute l'Euro 2000 avec la sélection turque au cours duquel il rate un pénalty en quart de finale contre le Portugal. Il participe également à l'excellent parcours de la sélection turque lors de la Coupe du monde 2002 (3e place). 
Il met fin à sa carrière en 2005.
Le 17 novembre 2011, il est nommé entraîneur de Istanbul BB.

## Palmarès
- Vainqueur de la Coupe de l'UEFA en 2000 avec Galatasaray
- Vainqueur de la Supercoupe d'Europe en 2000 avec Galatasaray
- Champion de Turquie en 1993, 1994, 1997, 1998, 1999, 2000 et 2002 avec Galatasaray
- Vainqueur de la Coupe de Turquie en 1993, 1996, 1999 et 2000 et 2005 avec Galatasaray
- Vainqueur de la Supercoupe de Turquie en 1993, 1996 et 1997 avec Galatasaray
- Vainqueur de la Coupe du Premier Ministre avec en 1995 avec Galatasaray
- Meilleur buteur du Championnat de Turquie en 2002 avec 21 buts

## Statistiques détaillées
| Saison    | Club           | Total  | Total | Championnat | Championnat | Championnat | Coupe d'Europe | Coupe d'Europe | Coupe d'Europe | Coupes Nationales | Coupes Nationales |
| Saison    | Club           | Matchs | Buts  | Division    | Matchs      | Buts        | Type           | Matchs         | Buts           | Matchs            | Buts              |
| --------- | -------------- | ------ | ----- | ----------- | ----------- | ----------- | -------------- | -------------- | -------------- | ----------------- | ----------------- |
| 1991-1992 | Galatasaray SK | 29     | 4     | Süperlig    | 27          | 4           | C2             | ?              | ?              | 2                 | -                 |
| 1992-1993 | Galatasaray SK | 18     | 4     | Süperlig    | 15          | 3           | C3             | ?              | ?              | 3                 | 1                 |
| 1993-1994 | Galatasaray SK | 32     | 11    | Süperlig    | 26          | 9           | C1             | ?              | ?              | 6                 | 2                 |
| 1994-1995 | Galatasaray SK | 40     | 3     | Süperlig    | 32          | 2           | C1             | ?              | ?              | 8                 | 1                 |
| 1995-1996 | Galatasaray SK | 39     | 10    | Süperlig    | 32          | 8           | C3             | ?              | ?              | 7                 | 2                 |
| 1996-1997 | Galatasaray SK | 33     | 8     | Süperlig    | 31          | 8           | C2             | ?              | ?              | 2                 | -                 |
| 1997-1998 | Galatasaray SK | 41     | 12    | Süperlig    | 33          | 9           | C1             | ?              | ?              | 8                 | 3                 |
| 1998-1999 | Galatasaray SK | 33     | 18    | Süperlig    | 27          | 14          | C1             | ?              | ?              | 6                 | 4                 |
| 1999-2000 | Galatasaray SK | 24     | 7     | Süperlig    | 21          | 7           | C1 + C3        | ?              | ?              | 3                 | -                 |
| 2000-2001 | Galatasaray SK | 23     | 8     | Süperlig    | 20          | 5           | C1             | ?              | ?              | 3                 | 3                 |
| 2000-2001 | Real Sociedad  | 2      | 1     | La Liga     | 2           | 1           | -              | -              | -              | -                 | -                 |
| 2001-2002 | Galatasaray SK | 41     | 22    | Süperlig    | 32          | 21          | C1             | 9              | 1              | -                 | -                 |
| 2002-2003 | Galatasaray SK | 32     | 12    | Süperlig    | 25          | 11          | C1             | 5              | 1              | 2                 | -                 |
| 2003-2004 | Galatasaray SK | 19     | 3     | Süperlig    | 15          | 3           | C1 + C3        | 4              | -              | -                 | -                 |
| 2004-2005 | Galatasaray SK | 13     | 1     | Süperlig    | 11          | 1           | -              | -              | -              | 2                 | -                 |
| 1991-2005 | Total          | 419    | 124   | -           | 349         | 106         | -              | 18             | 2              | 52                | 16                |